# Lo Rat Penat

Die Fledermaus, das Emblem von Lo Rat Penat

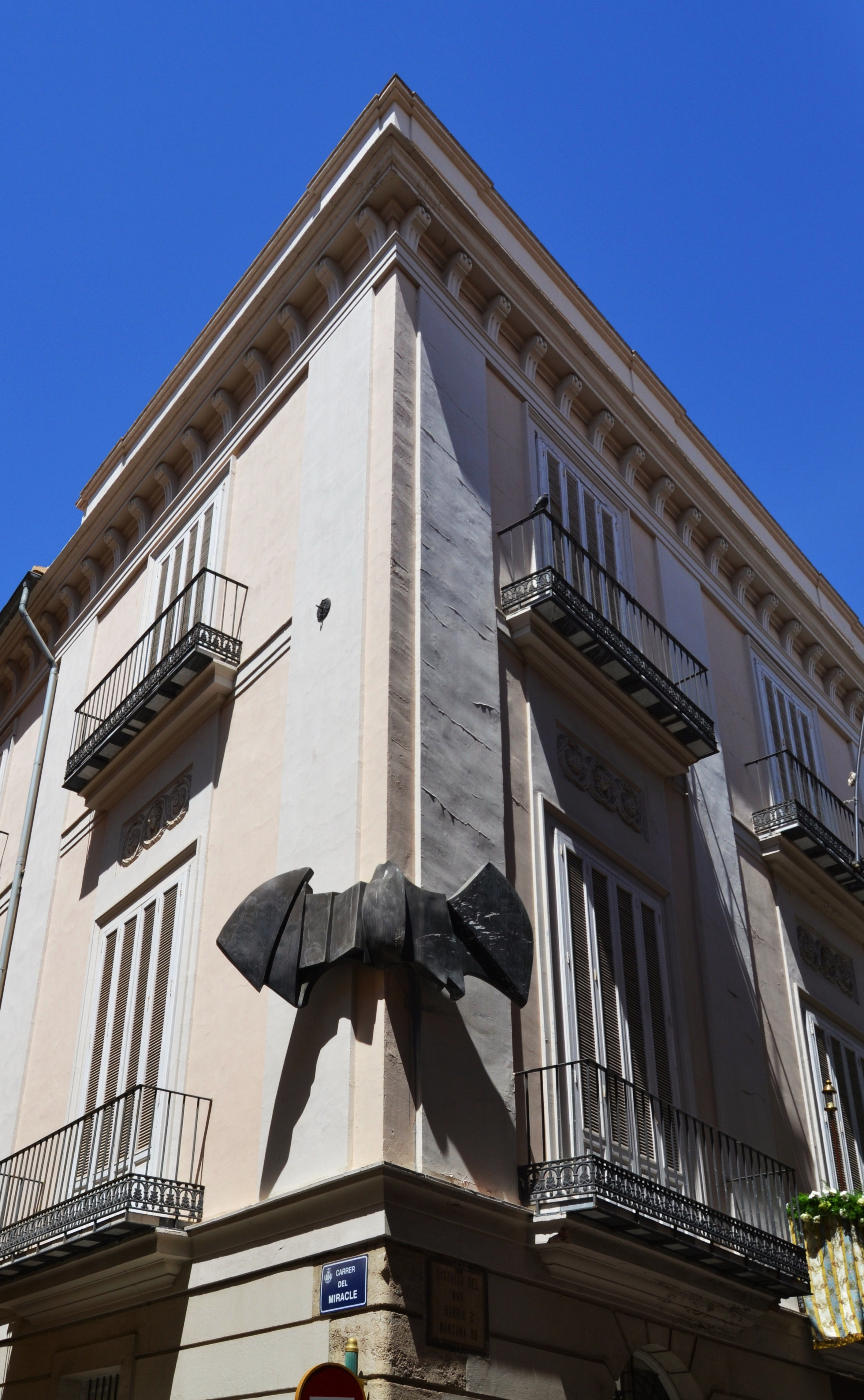
Der Sitz von Lo Rat Penat in Valencia mit der großen Fledermausskulptur von Nassio Bayarri

Lo Rat Penat (Die Fledermaus) – auch in der Schreibweise Lo Rat-Penat – ist eine 1878 gegründete valencianische Kulturgesellschaft. Die Hauptaufgabe dieser Gesellschaft war und ist die Förderung, Vermittlung und Verbreitung der valencianischen Sprache und Kultur. Die Gesellschaft hat ihren Sitz in der Stadt Valencia im Palast der Barons de Alaquàs. Der Gesellschafts- oder Vereinsname Lo Rat Penat wurde in Anlehnung an das Wappentier der Stadt Valencia, die Fledermaus, gewählt. Domestizierte Fledermäuse hielten laut Legende die ursprünglich von Sumpfgebieten umgebene Stadt Valencia für den Menschen mückenfrei und ermöglichten so überhaupt erst eine Kultur.

## Geschichte
Der Verein wurde 1878 auf Initiative des Dichters und Schriftstellers Constantí Llombart als überpolitischer Kulturverein für alle Valencianer gegründet. Der Verein sollte explizit Valencianer unterschiedlichster politischer Richtungen zusammen bringen. Llombart wurde aber bald von der konservativen valencianischen Bourgeoisie wie beispielsweise den Schriftstellern T. Llorente und Olivares, J. Labaila, Bigné R. Ferrer, C. Liebevoll, L. Trenor Ruiz von Lihory in diesem Bestreben gebremst und gestoppt. Diese konservative Gruppe lehnte die Politisierung der valencianischen Kulturansprüche gegen das spanische Königshaus ab, sie stellte sich ohne jedes Wenn und Aber hinter die spanische Monarchie und sie vertraten in der Kunst die These des Vorrangs der Poesie vor jeder anderen Kunstform. Sie missbilligten in gewisser Weise das Projekt des Gründers. Dies provozierte in den folgenden Jahren und Jahrzehnten einige Abspaltungen. So spaltete sich 1888 mit der republikanischen Organisation Oronella der Llombart Flügel ab. 1904 spaltete sich wegen des Stillstandes in der Frage der Normalisierung der valencianischen Sprache die Organisation Valencia Nova von der Bewegung ab. Die Bewegung Lo Rat Penat konnte trotzdem ihr Ansehen wahren, obwohl sie nicht mit den allgemeinen Bedürfnissen des Landes Valencia wie der Sprachnormalisierung zusammen mit den anderen katalanischsprachigen Gebieten oder der Einforderung von Sprachrechten bei der Zentralregierung mithielt.
In der Sprachfrage ging Lo Rat Penat zunächst davon aus, dass die Begriffe katalanische und valencianische Sprache ein und dieselbe Sprache bezeichnen. Man sprach in diesen frühen Dokumenten von der Sprache Katalanisch-Valencianisch (catalán-valenciano). Ab den 1970er Jahren kam es dann zu einigen Auseinandersetzungen, in deren Verlauf Mitglieder wie Manuel Sanchis Guarner oder Joan Senent die Gesellschaft wegen des Vorwurfes des sprachlichen Katalanismus verlassen mussten. Dieser Konflikt gipfelte in der Behauptung einer vollkommen eigenständigen valencianischen, von der katalanischen vollkommen abgesetzten Sprache. Erst im späteren sogenannten Dictamen de Benidorm aus dem Februar 2005 wurde dann die innere Einheit der katalanischen und valencianischen Sprache von der Academia Valenciana de la Llengua offiziell festgestellt, anerkannt und als Konzept für alle in der Sprachfrage nachgelagerten Institutionen verbindlich vorgegeben.
Nach dem Spanischen Bürgerkrieg wurde Lo Rat Penat zunächst geduldet und konnte für einige valenzianisch-katalanische Kulturkerne als Unterschlupf dienen. Dann rief C. Salvador i Gimeno mit den Valenzianisch-Sprachkursen eine wichtige Funktion von Lo Rat Penat ins Leben. Eine weitere bekannte Aktivität des Vereins Lo Rat Penat waren die ab 1879 in Valencia durchgeführten Jocs Florals von Valencia, Dichterwettbewerbe in valencianischer und in spanischer Sprache. Alternierend zu den Jocs Florals von Valencia wurden Theater- und Folklorewettbewerbe durchgeführt.

## Präsidenten
Folgende Präsidenten leiteten im Laufe der Jahre Lo Rat Penat:
- Fèlix Pizcueta i Gallel (1878–1879) i (1884–1886)
- Teodor Llorente Olivares (1879–1880)
- Jacint Labaila i González (1880–1881)
- Rafael Ferrer i Bigné (1881–1882)
- Vicent Pueyo i Ariño (1882–1883)
- Ferran Reig i Garcia (1883–1884)
- Ciril Amorós i Pastor (1886-1887)
- Pasqual Frígola Ahís Xacmar i Beltrán (1887–1889) i (1891–1893)
- Lluís Cebrián i Mezquita (1889–1891)
- Honorat Berga i Garcías (1893–1903)
- Josep Maria Ruiz de Lihory i Pardines (1903–1908) i (1912–1915)
- Leopold Trénor i Palavicino (1908–1910)
- Vicent Dualde i Furió (1910–1912)
- Francesc Cantó i Blasco (1915–1916)
- Joan Pérez i Lúcia (1916–1918)
- Francesc Almarche i Vázquez (1919–1927)
- Facund Burriel i Garcia de Polavieja (1927–1928)
- Manuel González i Martí (1928–1930) i (1949–1958)
- Carles Sarthou i Francesc (1930–1931)
- Agustí Alomar i Ruiz (1931–1932)
- Nicolau Primitiu Gómez i Serrano (1933–1935) i (1959–1961)
- Josep Monmeneu Gómez (1935–1936) i (1939–1941)
- Josep Casanova i Dalfó (1936–1939)
- Josep Calatayud Bayà (1942–1948)
- Joan Segura de Lago (1961–)
- Emili Beüt i Belenguer (1972–1980)
- Xavier Casp (1980–1982)
- Joan Gil i Barberà (1982–1992)
- Josep Maria Boluda i Sanambrosio (1992–1996)
- Enric Esteve i Mollà (1996–2023)
- Josep Vicent Navarro Raga (2023-)